# Oriolo Romano
Oriolo Romano är en ort och kommun i provinsen Viterbo i regionen Lazio i Italien. Kommunen hade 3 819 invånare (2018).